# مدار ۷ درجه شمالی
مدار ۷ درجه شمالی، دایره‌ای از عرض جغرافیایی است که در ۷ درجهٔ شمالی خط استوا  قرار دارد.

## گذر از مناطق
از نصف‌النهار مبدأ شروع می‌شود و به سمت مشرق ۷ درجه شمالی از موارد زیر گذر می‌کند:
| مختصات‌ها                                           | کشور، قلمرو یا دریا   | توضیحات                                                                                                |
| -------------------------------------------------- | --------------------- | --- |
| ۷°۰′ شمالی ۰°۰′ شرقی / ۷٫۰۰۰°شمالی ۰٫۰۰۰°شرقی      | غنا                   | Passing through دریاچه ولتا                                                                            |
| ۷°۰′ شمالی ۰°۳۳′ شرقی / ۷٫۰۰۰°شمالی ۰٫۵۵۰°شرقی     | توگو                  | |
| ۷°۰′ شمالی ۱°۳۸′ شرقی / ۷٫۰۰۰°شمالی ۱٫۶۳۳°شرقی     | بنین                  | |
| ۷°۰′ شمالی ۲°۴۴′ شرقی / ۷٫۰۰۰°شمالی ۲٫۷۳۳°شرقی     | نیجریه                | |
| ۷°۰′ شمالی ۱۰°۷′ شرقی / ۷٫۰۰۰°شمالی ۱۰٫۱۱۷°شرقی    | کامرون                | حدود 6km                                                                                               |
| ۷°۰′ شمالی ۱۰°۱۰′ شرقی / ۷٫۰۰۰°شمالی ۱۰٫۱۶۷°شرقی   | نیجریه                | |
| ۷°۰′ شمالی ۱۰°۳۳′ شرقی / ۷٫۰۰۰°شمالی ۱۰٫۵۵۰°شرقی   | کامرون                | حدود 17km                                                                                              |
| ۷°۰′ شمالی ۱۰°۴۲′ شرقی / ۷٫۰۰۰°شمالی ۱۰٫۷۰۰°شرقی   | نیجریه                | |
| ۷°۰′ شمالی ۱۱°۴۰′ شرقی / ۷٫۰۰۰°شمالی ۱۱٫۶۶۷°شرقی   | کامرون                | |
| ۷°۰′ شمالی ۱۵°۹′ شرقی / ۷٫۰۰۰°شمالی ۱۵٫۱۵۰°شرقی    | جمهوری آفریقای مرکزی  | |
| ۷°۰′ شمالی ۲۶°۳′ شرقی / ۷٫۰۰۰°شمالی ۲۶٫۰۵۰°شرقی    | سودان جنوبی           | |
| ۷°۰′ شمالی ۳۴°۱۶′ شرقی / ۷٫۰۰۰°شمالی ۳۴٫۲۶۷°شرقی   | اتیوپی                | |
| ۷°۰′ شمالی ۴۷°۱′ شرقی / ۷٫۰۰۰°شمالی ۴۷٫۰۱۷°شرقی    | سومالی                | |
| ۷°۰′ شمالی ۴۹°۲۲′ شرقی / ۷٫۰۰۰°شمالی ۴۹٫۳۶۷°شرقی   | اقیانوس هند           | |
| ۷°۰′ شمالی ۷۲°۵۲′ شرقی / ۷٫۰۰۰°شمالی ۷۲٫۸۶۷°شرقی   | مالدیو                | Northern Thiladhunmathi Atoll                                                                          |
| ۷°۰′ شمالی ۷۲°۵۸′ شرقی / ۷٫۰۰۰°شمالی ۷۲٫۹۶۷°شرقی   | اقیانوس هند           | دریای لاکادیو - گذرکردن از شمال جزیرهٔ Kelaa, مالدیو                                                    |
| ۷°۰′ شمالی ۷۹°۵۲′ شرقی / ۷٫۰۰۰°شمالی ۷۹٫۸۶۷°شرقی   | سری‌لانکا              | گذرکردن از شمال کلمبو                                                                                  |
| ۷°۰′ شمالی ۸۱°۵۲′ شرقی / ۷٫۰۰۰°شمالی ۸۱٫۸۶۷°شرقی   | اقیانوس هند           | خلیج بنگال                                                                                             |
| ۷°۰′ شمالی ۹۳°۴۲′ شرقی / ۷٫۰۰۰°شمالی ۹۳٫۷۰۰°شرقی   | هند                   | جزایر آندامان و نیکوبار - جزیرهٔ Great Nicobar                                                          |
| ۷°۰′ شمالی ۹۳°۵۷′ شرقی / ۷٫۰۰۰°شمالی ۹۳٫۹۵۰°شرقی   | اقیانوس هند           | دریای آندامان                                                                                          |
| ۷°۰′ شمالی ۹۹°۴۰′ شرقی / ۷٫۰۰۰°شمالی ۹۹٫۶۶۷°شرقی   | تایلند                | |
| ۷°۰′ شمالی ۱۰۰°۴۵′ شرقی / ۷٫۰۰۰°شمالی ۱۰۰٫۷۵۰°شرقی | خلیج تایلند           | |
| ۷°۰′ شمالی ۱۰۳°۲′ شرقی / ۷٫۰۰۰°شمالی ۱۰۳٫۰۳۳°شرقی  | دریای جنوبی چین       | |
| ۷°۰′ شمالی ۱۱۶°۴۳′ شرقی / ۷٫۰۰۰°شمالی ۱۱۶٫۷۱۷°شرقی | مالزی                 | صباح, جزیرهٔ بورنئو - حدود 6km                                                                          |
| ۷°۰′ شمالی ۱۱۶°۴۷′ شرقی / ۷٫۰۰۰°شمالی ۱۱۶٫۷۸۳°شرقی | دریای جنوبی چین       | Marudu Bay                                                                                             |
| ۷°۰′ شمالی ۱۱۷°۷′ شرقی / ۷٫۰۰۰°شمالی ۱۱۷٫۱۱۷°شرقی  | مالزی                 | صباح, جزیرهٔ بورنئو - حدود 3km                                                                          |
| ۷°۰′ شمالی ۱۱۷°۹′ شرقی / ۷٫۰۰۰°شمالی ۱۱۷٫۱۵۰°شرقی  | دریای سولو            | گذرکردن از جنوب Malawali Island, مالزی                                                                 |
| ۷°۰′ شمالی ۱۱۸°۲۵′ شرقی / ۷٫۰۰۰°شمالی ۱۱۸٫۴۱۷°شرقی | فیلیپین               | جزیرهٔ Cagayan de Sulu                                                                                  |
| ۷°۰′ شمالی ۱۱۸°۳۱′ شرقی / ۷٫۰۰۰°شمالی ۱۱۸٫۵۱۷°شرقی | دریای سولو            | |
| ۷°۰′ شمالی ۱۲۱°۵۵′ شرقی / ۷٫۰۰۰°شمالی ۱۲۱٫۹۱۷°شرقی | فیلیپین               | جزیرهٔ میندانائو (Zamboanga Peninsula)                                                                  |
| ۷°۰′ شمالی ۱۲۲°۱۱′ شرقی / ۷٫۰۰۰°شمالی ۱۲۲٫۱۸۳°شرقی | دریای سلب             | Moro Gulf - گذرکردن از شمال Sacol Island, فیلیپین                                                      |
| ۷°۰′ شمالی ۱۲۳°۵۹′ شرقی / ۷٫۰۰۰°شمالی ۱۲۳٫۹۸۳°شرقی | فیلیپین               | جزیرهٔ میندانائو                                                                                        |
| ۷°۰′ شمالی ۱۲۵°۳۰′ شرقی / ۷٫۰۰۰°شمالی ۱۲۵٫۵۰۰°شرقی | Davao Gulf            | |
| ۷°۰′ شمالی ۱۲۵°۴۳′ شرقی / ۷٫۰۰۰°شمالی ۱۲۵٫۷۱۷°شرقی | فیلیپین               | جزیرهٔ Samal                                                                                            |
| ۷°۰′ شمالی ۱۲۵°۴۷′ شرقی / ۷٫۰۰۰°شمالی ۱۲۵٫۷۸۳°شرقی | Davao Gulf            | |
| ۷°۰′ شمالی ۱۲۵°۵۹′ شرقی / ۷٫۰۰۰°شمالی ۱۲۵٫۹۸۳°شرقی | فیلیپین               | جزیرهٔ میندانائو                                                                                        |
| ۷°۰′ شمالی ۱۲۶°۲۷′ شرقی / ۷٫۰۰۰°شمالی ۱۲۶٫۴۵۰°شرقی | اقیانوس آرام          | دریای فیلیپین                                                                                          |
| ۷°۰′ شمالی ۱۳۴°۱۴′ شرقی / ۷٫۰۰۰°شمالی ۱۳۴٫۲۳۳°شرقی | پالائو                | جزیرهٔ Peleliu                                                                                          |
| ۷°۰′ شمالی ۱۳۴°۱۶′ شرقی / ۷٫۰۰۰°شمالی ۱۳۴٫۲۶۷°شرقی | اقیانوس آرام          | گذرکردن از جنوب Truk Lagoon, ایالات فدرال میکرونزی                                                     |
| ۷°۰′ شمالی ۱۵۸°۱۴′ شرقی / ۷٫۰۰۰°شمالی ۱۵۸٫۲۳۳°شرقی | ایالات فدرال میکرونزی | Parempei island (just to the north of پوناپی island)                                                   |
| ۷°۰′ شمالی ۱۵۸°۱۵′ شرقی / ۷٫۰۰۰°شمالی ۱۵۸٫۲۵۰°شرقی | اقیانوس آرام          | گذرکردن از جنوب Ailinglaplap Atoll, جزایر مارشال · گذرکردن از جنوب ماجورو atoll, ایالات فدرال میکرونزی |
| ۷°۰′ شمالی ۱۷۱°۳۵′ شرقی / ۷٫۰۰۰°شمالی ۱۷۱٫۵۸۳°شرقی | جزایر مارشال          | Arno Atoll                                                                                             |
| ۷°۰′ شمالی ۱۷۱°۴۵′ شرقی / ۷٫۰۰۰°شمالی ۱۷۱٫۷۵۰°شرقی | اقیانوس آرام          | گذرکردن از جنوب Jicarón island, and the Azuero Peninsula, پاناما                                       |
| ۷°۰′ شمالی ۷۷°۴۰′ غربی / ۷٫۰۰۰°شمالی ۷۷٫۶۶۷°غربی   | کلمبیا                | |
| ۷°۰′ شمالی ۷۱°۱′ غربی / ۷٫۰۰۰°شمالی ۷۱٫۰۱۷°غربی    | ونزوئلا               | حدود 18km                                                                                              |
| ۷°۰′ شمالی ۷۰°۵۷′ غربی / ۷٫۰۰۰°شمالی ۷۰٫۹۵۰°غربی   | کلمبیا                | |
| ۷°۰′ شمالی ۷۰°۲۶′ غربی / ۷٫۰۰۰°شمالی ۷۰٫۴۳۳°غربی   | ونزوئلا               | |
| ۷°۰′ شمالی ۶۰°۲۱′ غربی / ۷٫۰۰۰°شمالی ۶۰٫۳۵۰°غربی   | Disputed area         | Controlled by گویان, ادعا شده توسط ونزوئلا                                                             |
| ۷°۰′ شمالی ۵۸°۲۷′ غربی / ۷٫۰۰۰°شمالی ۵۸٫۴۵۰°غربی   | گویان                 | جزیرهٔ Wakenaam                                                                                         |
| ۷°۰′ شمالی ۵۸°۲۳′ غربی / ۷٫۰۰۰°شمالی ۵۸٫۳۸۳°غربی   | اقیانوس اطلس          | |
| ۷°۰′ شمالی ۱۱°۳۷′ غربی / ۷٫۰۰۰°شمالی ۱۱٫۶۱۷°غربی   | سیرالئون              | |
| ۷°۰′ شمالی ۱۱°۲۷′ غربی / ۷٫۰۰۰°شمالی ۱۱٫۴۵۰°غربی   | لیبریا                | |
| ۷°۰′ شمالی ۸°۱۷′ غربی / ۷٫۰۰۰°شمالی ۸٫۲۸۳°غربی     | ساحل عاج              | |
| ۷°۰′ شمالی ۳°۷′ غربی / ۷٫۰۰۰°شمالی ۳٫۱۱۷°غربی      | غنا                   | |